# Феникс Арена
Феникс Арена (венг. Főnix Aréna) — многофункциональный дворец спорта в Дебрецене, введённый в эксплуатацию как спортивная арена в 2002 году. Дворец — третья по величине арена Венгрии и самая большая за пределами Будапешта.

## История
Арена расположена в Дебрецене, втором по величине городе Венгрии, недалеко от района стадиона Надьердё. Вдоль одной из продольных сторон амфитеатра расположены раздевалки и служебные помещения для спортсменов, на другой стороне многофункциональная зона.
Дворец был сдан в эксплуатацию перед чемпионатом мира по гимнастике 2002 года. За основу был взят проект спортивного зала в городе Таллине. Строительство спортивного объекта было осуществлено за восемь календарных месяцев.

## Вместимость стадиона
Общая вместимость спортивного объекта составляет 6500 мест для спортивных событий и 9000 мест для фестивалей и концертов.

## Мероприятия
С момента открытия зал служил площадкой для проведения различных спортивных мероприятий. Здесь проходили турниры по хоккею с шайбой, футзалу, баскетболу и гандболу, чемпионаты по акробатике и бальным танцам. Также арена принимала балетные представления, музыкальные концерты, различные выставки, конференции и даже ледовые шоу. Здесь выступали группы Iron Maiden, Deep Purple, пианист Ричард Клейдерман, дирижёра Кобаяси Кен-Ичиро и певец Брайан Адамс.
«Феникс Арена» принимала чемпионат Европы по футзалу 2010 года, финальный матч также прошёл в стенах этого спортивного объекта.
Арена принимала матчи чемпионата Европы по гандболу среди женщин 2024 года, а также будет принимать чемпионат мира по гандболу среди женщин 2027 года.